# 19852 Jamesalbers
19852 Jamesalbers este un asteroid din centura principală de asteroizi.

## Descriere
19852 Jamesalbers este un asteroid din centura principală de asteroizi. A fost descoperit pe 2 octombrie 2000 la Stația Anderson Mesa în cadrul programului LONEOS. Asteroidul prezintă o orbită caracterizată de o semiaxă mare de 3,19 ua, o excentricitate de 0,16 și o înclinație de 19,2° în raport cu ecliptica.